# Solomon Musa
Solomon Anthony James Musa (* 1966; † Januar 1999) war eine der Führungspersönlichkeiten während des Bürgerkrieges in Sierra Leone. Im April 1992 gelangte Musa zusammen mit Valentine Strasser und ca. 100 Soldaten nach Freetown, um gegen die schlechten Bedingungen in der Sierra Leone Army zu demonstrieren. Die Demonstration endete in einem Militärputsch und mit dem Sturz des Präsidenten Joseph Saidu Momoh.
Während der Herrschaft durch Strasser spielte Musa die Rolle seines engsten Beraters. Im November 1992 verantwortete er die Hinrichtung von zahlreichen hochrangigen Militärs die ihre Unterstützung gegenüber Joseph S. Momoh bekräftigten und den angeblichen Sturz von Strasser planten (obwohl sie seit Mai desselben Jahres inhaftiert waren). Von Ende 1992 bis Mitte 1993 war Musa Vorsitzender des Council of State Secretaries. Musa floh aus Sierra Leone, nachdem Strasser von Julius Maada Bio gestürzt wurde. Nachdem Johnny Paul Koroma Jahre später den gewählten Präsidenten Ahmad Tejan Kabbah stürzte, kehrte Musa nach Sierra Leone zurück und wurde Vorsitzender des Distrikt Kono. Er hatte weiterhin großen Einfluss auf die Regierung und das Militär.
Am 15. November 1998 entführte Musa mit einigen Unterstützern den italienischen Missionar Vater Mario Guerra. Er verlangte Medizin und eine Verbindung zu seiner seit September inhaftierten Frau Tina. Ende Dezember 1998 wurde Musa durch eine Explosion in einem Munitionslager schwer verletzt und verstarb einen Monat später.
| Personendaten    | Personendaten                                                                                 |
| ---------------- | --------------------------------------------------------------------------------------------- |
| NAME             | Musa, Solomon                                                                                 |
| ALTERNATIVNAMEN  | Musa, Solomon Anthony James (vollständiger Name)                                              |
| KURZBESCHREIBUNG | sierra-leonischer Politiker, Führungspersönlichkeit während des Bürgerkrieges in Sierra Leone |
| GEBURTSDATUM     | 1966                                                                                          |
| STERBEDATUM      | Januar 1999                                                                                   |